# Плероневра Даля
Плероневра Даля (лат. Pleroneura dahli) — вид пилильщиков (Xyelidae) из надсемейства Xyeloidea. Реликт неогеновой фауны. Европа и Дальний Восток (Россия, Корея, Япония). В России вид обнаружен в виде единичных находок в Краснодарском крае (Кавказский заповедник) и в Амурской области (Селемджинский район). Длина тела от 5 до 7 мм. Буровато-чёрные. Усики рыжие, состоят из 12 сегментов, из которых 3-й членик самый длинный. Обитают в пихтовых и смешанных лесах. Личинки питаются на молодых побегах и в почках пихт (Abies).

## Охранный статус
Вид внесен в Красную книгу России (категория 2 — сокращающийся в численности вид).